# Bring Her Back
Bring Her Back ist ein Horrorfilm von Danny und Michael Philippou und der zweite Spielfilm der als „RackaRacka“ bekannten australischen Zwillingsbrüder nach Talk to Me. Der Film mit Sally Hawkins, Billy Barratt, Sora Wong und Sally-Anne Upton kam Ende Mai 2025 in die US-amerikanischen und Mitte August 2025 in die deutschen Kinos.

## Handlung
Die Stiefgeschwister Andy und Piper finden ihren Vater Phil eines Tages tot in der Dusche auf. Da Andy erst siebzehn Jahre alt ist und nur mit seiner Volljährigkeit die Vormundschaft für seine sehbehinderte Schwester beantragen kann, sollen beide für die verbleibenden drei Monate bei einer Pflegemutter untergebracht werden. Die Frau stellt sich ihnen als Sozialarbeiterin Laura vor und zeigt sogleich große Begeisterung für Piper, da sie selbst eine blinde Tochter namens Cathy hatte, diese allerdings vor einiger Zeit im Pool ertrunken ist. Gegenüber Andy verhält sich Laura hingegen kühl und abweisend und nimmt ihn nur widerwillig in ihrem Haus auf. In der Obhut der Pflegemutter befindet sich außerdem das mutistische Kind Oliver, das mit der Außenwelt kaum zu interagieren scheint und von Laura daher oft eingeschlossen wird.
Laura möchte eine mütterliche Rolle für Piper einnehmen, doch das junge Mädchen spricht zunächst davon, sich schon auf die gemeinsame Wohnung mit Andy zu freuen. Um dem älteren Bruder die Eignung als Vormund abzusprechen, übergießt sie Andy daher des Nachts wiederholt mit ihrem eigenen Urin, um ihm am Morgen Bettnässen unterstellen zu können. Bei der Beerdigung des Vaters wirft Laura dem Jungen außerdem vor, keinerlei Gefühle gezeigt zu haben, ehe sie die beiden Pflegekinder am Abend betrunken macht. Andy gesteht in der Folge, von seinem Vater regelmäßig verprügelt worden zu sein und selbst Piper einmal geschlagen zu haben, als er noch klein war. Diese Informationen leitet Laura umgehend an die verantwortliche Sozialarbeiterin Wendy weiter, um den instabilen Geisteszustand von Andy zu untermauern.
Als Laura mit Piper in die Stadt fährt, sieht Andy seine Chance, Oliver aus dessen Zimmer zu befreien und mit ihm zu reden. Der mutistische Junge nimmt sich allerdings ein Küchenmesser und beginnt, sich selbst zu verletzen. Als Andy ihn ins Krankenhaus bringen möchte und dabei eine weiße Linie rund um das Haus überschreitet, beginnt Oliver zu schreien und um Hilfe zu flehen. Die zurückgekehrte Laura kann den Jungen zwar beruhigen, macht allerdings Andy gegenüber Piper für die Vorfälle verantwortlich und spielt die Geschwister gegeneinander aus. Wie sich herausstellt, ist Oliver von einem Engel besessen, mit dessen Hilfe Laura ihre tote Tochter Cathy wiederbeleben möchte. Alte russische Videoaufnahmen eines satanischen Kultes zeigen, dass es dafür eines menschlichen Opfers bedarf, wofür die unschuldige Piper herhalten soll.
Andys mentale Gesundheit verschlechtert sich zunehmend und er beginnt, Visionen seines Vaters zu haben, der davon spricht, dass Piper im Regen sterben wird. Als sich Andy eine Gehirnerschütterung zuzieht und vorübergehend im Krankenhaus behandelt werden muss, erzählt er Laura von seinen Visionen, nicht ahnend, dass er ihr so die Antwort auf die Frage liefert, wie Piper sterben muss. Laura deutet ihm gegenüber daraufhin an, dass sie für den Tod des Vaters verantwortlich ist, und möchte Andy endgültig aus dem Haus haben. Sie sprüht sich mit seinem Deo ein und schlägt in der Nacht Piper, wodurch sie das Mädchen endgültig gegen ihren Stiefbruder aufbringt. Andy sucht im Anschluss die Sozialarbeiterin Wendy auf, berichtet ihr von den Vorfällen und sieht ein Vermisstenfoto von Oliver. Wendy glaubt den Schilderungen zwar nicht, da sie Laura seit über zwanzig Jahren zu kennen glaubt, muss den Vorwürfen aber nachgehen.
Während Wendy das Haus besichtigt, wird Oliver von Laura in eine Gartenlaube gesperrt, wo er mit dem Ritual beginnen und den Leichnam von Cathy verspeisen soll. Wendy zeigt sich zunächst wenig beeindruckt, wird aber misstrauisch, als sie eine von Oliver zugefügte Wunde an Lauras Arm entdeckt. Andy kann den Jungen zeitgleich aufspüren und ihn der Sozialarbeiterin zeigen, woraufhin beide das Grundstück fluchtartig verlassen wollen, von Laura aber überfahren werden. Da Andy nicht sofort tot ist, ertränkt Laura ihn in einer Regenpfütze, ehe sie Piper aus der Stadt abholt. Oliver – nun mit Cathy gespeist – soll das Ritual vollziehen. Piper wird jedoch misstrauisch, entdeckt den leblosen Körper von Andy und stellt sich gegen ihre Pflegemutter. Laura zerrt sie daraufhin in den Pool und versucht sie zu ertränken, bringt es aber nicht übers Herz und lässt Piper laufen. Während das junge Mädchen von einem Anhalter aufgelesen wird, findet die Polizei den nicht mehr besessenen Oliver schwer traumatisiert vor. Laura hingegen hat den verbliebenen Leichnam von Cathy in den Pool gelegt und sich Arm in Arm mit ihm das Leben genommen.

## Produktion

### Filmstab, Besetzung und Dreharbeiten
Regie führten die in Los Angeles lebenden australischen Zwillingsbrüder Danny und Michael Philippou. Sie wurden mit ihrem 2015 gegründeten YouTube-Kanal „RackaRacka“ bekannt, für den sie Videos produzieren, in denen sie oft Horror und Comedy mischen und Horror- und Actionfilme parodieren und hierbei einfache Spezialeffekte verwenden. Bring Her Back ist ihr zweiter Spielfilm nach Talk to Me von 2022. Das Drehbuch für den Film schrieb Danny Philippou gemeinsam mit Bill Hinzman.
Die zweifach Oscar-nominierte Schauspielerin Sally Hawkins spielt in der Hauptrolle die Pflegemutter Laura. Die Newcomerin Sora Wong und Billy Barratt spielen Piper und ihren älteren Halbbruder Andy. Wong ist auch im wahren Leben blind. Jonah Wren Phillips spielt den ebenfalls bei Laura untergekommenen Ollie. Das Casting übernahm Nikki Barrett.
Die Dreharbeiten fanden im Sommer 2024 in South Australia statt, hier in Lightsview. Als Kameramann fungierte Aaron McLisky. Auch er war bereits für Talk to Me tätig.

### Filmmusik, Marketing und Veröffentlichung
Mit Filmkomponist Cornel Wilczek arbeiteten die Regisseure bereits für Talk to Me zusammen. Das Soundtrack-Album mit insgesamt 14 Musikstücken soll am 20. Juni 2025 von A24 Music als Download veröffentlicht werden.
Im Februar 2025 wurde ein erster Teaser veröffentlicht, der erste Trailer Ende März / Anfang April 2025. Am 30. Mai 2025 kam der Film in die US-Kinos. In Deutschland und in der Deutschschweiz erfolgte der Kinostart am 14. August 2025.

## Rezeption

### Altersfreigabe und Kritiken
In den USA erhielt der Film ein R-Rating, was einer Freigabe ab 17 Jahren entspricht. In Deutschland erhielt der Film von der FSK keine Jugendfreigabe.
Von den 244 bei Rotten Tomatoes aufgeführten Kritiken sind 89 Prozent positiv. Im Konsens heißt es dort, mit ihrem Gruselfilm bestätigten sich die Regisseure Danny und Michael Philippou erneut als moderne Meister des Horrors. Bei Metacritic erhielt der Film einen Metascore von 75 von 100 möglichen Punkten.

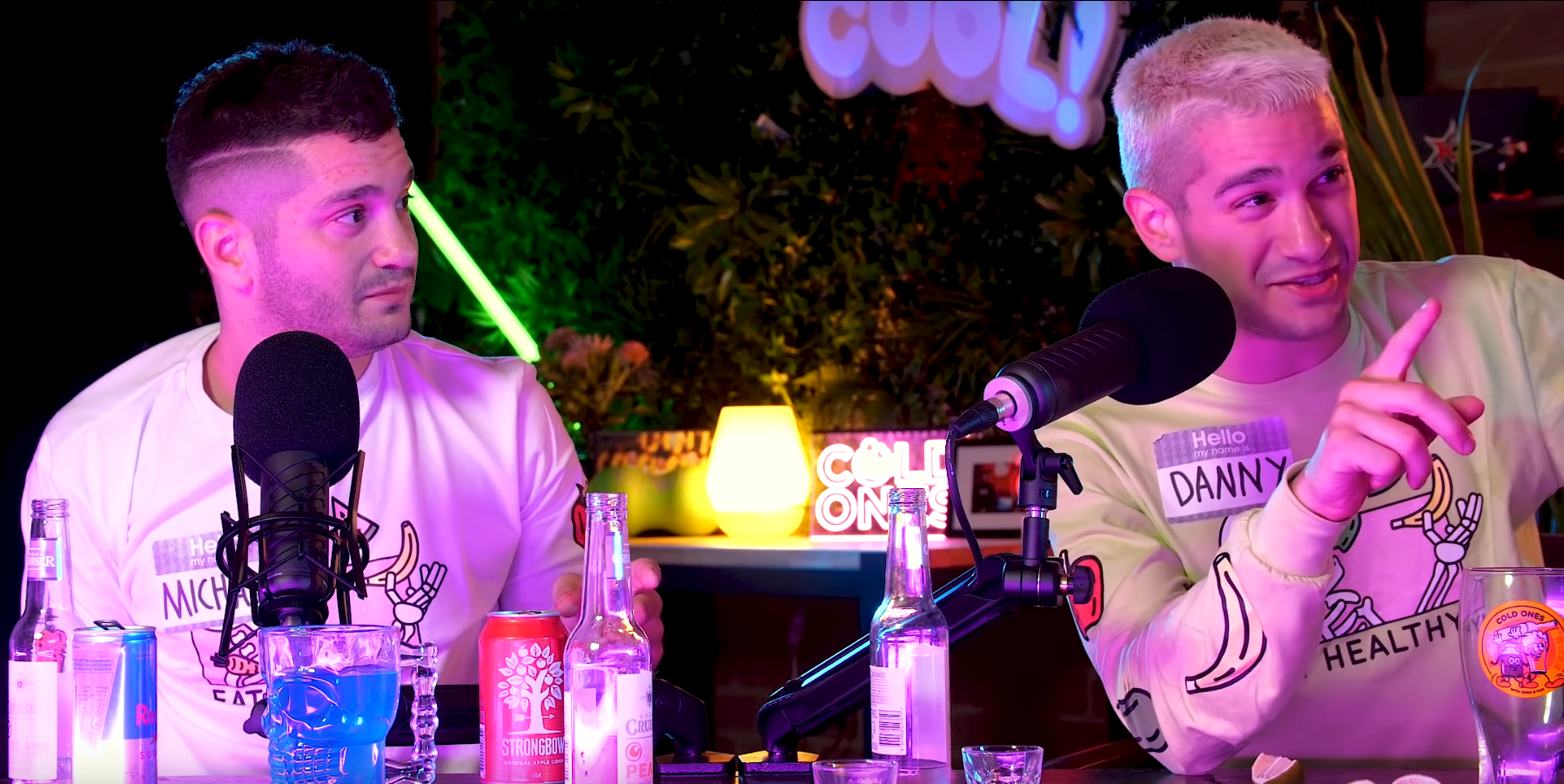
Regie führten die Zwillingsbrüder Michael und Danny Philippou, bekannt für ihren YouTube-Kanal „RackaRacka“

Jordan Ruimy schreibt in seiner Kritik für worldofreel.com, Sally Hawkins liefere in Bring Her Back eine nahezu karrierebeste Leistung ab. Sie spiele Laura als eine Frau, die so in Wahn und Not versunken ist, dass sie förmlich vibriert. Der Film verberge ihre Monstrosität nicht, sondern stelle sie zur Schau. Laura sei die Art von Horror-Bösewicht, die nicht lauert, sondern verschlingt. Die Genialität von Bring Her Back liege nicht nur in der extremen Bildsprache, sondern in der Art und Weise, wie die Philippous sich weigern, dem Zuschauer einen beruhigenden erzählerischen Leitfaden zu geben. Die Geschichte sei chaotisch, grenzwertig surreal, wie ein Klartraum, der sich in einen nächtlichen Schrecken verwandelt. Die Philippous setzten auf Atmosphäre statt auf Logik, da sie genau wissen, dass der unlogischste Schrecken der eindringlichste sein kann. Das Ergebnis sei ein unerbittliches Trommelfeuer grotesker Bilder. Billy Barratt und Sora Wong erdeten das Chaos mit emotional rohen Darstellungen. Wong bringe eine stille Widerstandsfähigkeit mit, die den Horror noch schmerzhafter mache. Letztendlich seien es nicht die Schockmomente, die einen mitreißen, es sei die Angst, dass etwas unsagbar Böses einen vom Küchentisch aus anlächelt und Tee anbietet.

### Einspielergebnis
Die weltweiten Einnahmen des Films aus Kinovorführungen belaufen sich auf 22,8 Millionen US-Dollar.

### Auszeichnungen
Critics’ Choice Super Awards 2025
- Nominierung als Bester Horrorfilm
- Nominierung als Beste Schauspielerin in einem Horrorfilm (Sally Hawkins)

Fangoria Chainsaw Awards 2025
- Nominierung als Best Wide-Release Film
- Nominierung für die Beste Hauptrolle (Sally Hawkins)
- Nominierung für das Beste Drehbuch (Bill Hinzman und Danny Philippou)[18]